# 1918 au Québec
Cet article traite des événements survenus en 1918 au Québec. 

## Événements

### Janvier
- 10 janvier : deux jours après la reprise de la session, Walter Mitchell donne son discours du budget. Pour l'année en cours, les dépenses ont été de 9 840 000 $ et les revenus de 10 400 000 $[1].
- 13 janvier : l'Assemblée législative adopte un décret permettant aux femmes et aux filles de travailler de nuit dans les usines[2].
- 17 janvier : les débats commencent sur la motion Joseph-Napoléon Francoeur, concernant une éventuelle sécession du Québec[1].
- 23 janvier : la motion Francoeur est retirée à la suite du discours du premier ministre Lomer Gouin, qui déclare que la conscription et les injures faits par « un petit nombre » ne sont pas un motif suffisant de séparation[3].

### Février
- 2 février : l'Assemblée législative adopte une loi créant un ministère des Affaires municipales[1].
- 9 février : la session est prorogée[4].
- 14 février : l'Hôpital des Sœurs Grises de Montréal est rasé par un incendie criminel allumé par une employée, Bertha Courtemanche. Il y a 64 morts, tous des enfants âgés de quelques semaines à 3 ans[5].
- 18 février : le maire Henri-Edgar Lavigueur est réélu à Québec[6].

### Mars
- 8 mars : Walter Mitchell devient le premier ministre des Affaires municipales[7].
- 13 mars : les Canadiens de Montréal participent à la première finale de la LNH mais sont battus par les Arenas de Toronto[8].
- 28 mars : Début des émeutes de Québec contre la conscription : une manifestation violente a lieu dans le quartier Saint-Roch de Québec à la suite de l'arrestation par les agents fédéraux d'un citoyen de 23 ans, Joseph Mercier, qui n'avait pas ses papiers d'exemption sur lui[9].
- 29 mars : le grabuge continue à Québec. Les bâtiments du Chronicle et de L'Événement, journaux pro-conscriptionnistes, sont attaqués par des émeutiers. Ceux-ci pénètrent dans l'Auditorium et saccagent le bureau du registraire où sont entreposés les dossiers des conscrits[10].
- 30 mars : des troupes sont envoyées à Québec pour faire cesser les désordres. Le soir, un rassemblement devant le Manège militaire est dispersé par la cavalerie[11].

### Avril
- 1er avril : l'armée disperse une manifestation houleuse à l'aide de mitraillettes dans le quartier Saint-Roch. Il y a quatre morts[12].
- 2 avril : Médéric Martin est réélu maire de Montréal[13].
- 13 avril : le rapport de l'enquête sur l'émeute de Québec révèle que les quatre victimes n'ont pris aucune part à la manifestation et qu'elles ont été abattues par des soldats accomplissant leur devoir dans la répression d'une émeute. Il indique que les troubles sont dus au zèle des agents fédéraux qui ont arrêté des personnes sans raison valable[14].

### Mai
- 1er mai : à Hull, la population de la municipalité se prononce pour la prohibition de l'alcool à l'occasion d'un référendum[15].
- 14 mai : des cultivateurs du Québec et de l'Ontario manifestent à Ottawa contre l'enrôlement des jeunes de 20  à   22 ans. Le premier ministre canadien Borden refuse de recevoir leur délégation[16].

### Juin
- 24 juin : le bureau d'enregistrement annonce un délai de trente jours pour les jeunes conscrits qui ne sont pas encore enregistrés. Le délai terminé, ils risquent d'être poursuivis[17].

### Juillet
- 15 juillet : des soldats sont envoyés à Vaudreuil pour y rétablir l'ordre. Depuis quelques jours, des jeunes protestaient un peu trop énergiquement contre l'enrôlement obligatoire[18].

### Août
- 8 août : les troupes canadiennes participent à l'offensive du général Foch contre l'armée allemande en Artois[19].

- 12 août - L'Union des cultivateurs de la province de Québec est fondée[20].
- 22 août : quatre convois de 6 600 tonnes se stationnent sur le pont de Québec afin de tester sa solidité[21].

### Septembre
- 3 septembre - À Québec, la statue de Louis Hébert est inaugurée[22].
- 10 septembre - les 760 policiers de Montréal fondent l' Union ouvrière fédérale des policiers, le premier syndicat de policiers du Québec[22].
- 26 septembre : un premier cas de grippe espagnole est signalé à Québec. Elle s'étend à Sherbrooke le 27 et à Montréal le 30[23].

### Octobre
- 3 octobre : Sherbrooke ferme ses écoles et ses lieux d'amusement afin d'éviter la propagation de la grippe espagnole[24].
- 8 octobre : la commission du bureau d'hygiène décide de fermer tous les commerces ainsi que les écoles de Québec, Montréal et Trois-Rivières afin d'enrayer l'épidémie. La grippe espagnole fera 500 morts à Québec, 3 500 à Montréal et entre 8 000 et 14 000 pour toute la province[25].
- 18 octobre - 
  - Médéric Martin est réélu maire de Montréal avec 53 000 voix contre 23 000 pour son adversaire[26].
  - Les Bulldogs de Québec sont vendus à une compagnie de Toronto[26].
- 21 octobre : Un premier train passe par le nouveau Tunnel sous le mont Royal[27].
- 22 octobre : Charles Fitzpatrick est nommé lieutenant-gouverneur à la suite du décès de Pierre-Évariste Leblanc[28].

### Novembre
- 7 novembre : les écoles, les églises et les théâtres peuvent rouvrir. Les cas d'influenza ont commencé à diminuer[29].
- 11 novembre : l'armistice met fin à la Première Guerre mondiale. C'est 619 636 soldats canadiens qui auront été envoyés en Europe. Les pertes sont de 59 544 morts et de 172 950 blessés[30].
- 14 novembre : les grèves sont de nouveau permises[31].

### Décembre
- 12 décembre - Plusieurs employés de la ville de Montréal, dont les pompiers, les policiers et les mécaniciens de l'aqueduc sont en grève. Médéric Martin doit demander l'aide de l'armée pour faire régner l'ordre dans la ville. La grève durera 33 heures[32].
- 27 décembre - Les élections partielles de Matane, Montréal–Saint-Laurent et Napierville sont remportées par le parti libéral de Lomer Gouin[33].

## Naissances
- 27 février - Marcel Bourbonnais (homme politique) († 14 octobre 1996)
- 13 mars - Michelle Tisseyre (animatrice) († 21 décembre 2014)
- 15 mai - Joseph Wiseman (acteur) († 19 octobre 2009)
- 21 mai - Marcel de la Sablonnière (personnalité religieuse) († 20 novembre 1999)
- 16 juin - Guy Frégault (historien) († 13 décembre 1977)
- 23 juin - Madeleine Parent (syndicaliste et féministe) († 12 mars 2012)
- 5 juillet - René Lecavalier (journaliste sportif) († 6 septembre 1999)
- 15 juillet - Doris Lussier (acteur et humoriste) († 28 octobre 1993)
- 4 août - Sidney Harman (en) (homme d'affaires et éditeur) († 12 avril 2011)
- 23 septembre - Albert Guay (criminel) († 21 janvier 1951)
- 14 octobre - Marcel Chaput (militant politique) († 19 janvier 1991)
- 17 novembre : Prosper Boulanger (homme d'affaires et homme politique) († 5 décembre 2002)
- 30 novembre - Yvette Brind'Amour (actrice) († 4 avril 1992)
- 20 décembre - Jean Marchand (syndicaliste et homme politique) († 28 août 1988)

## Décès
- 27 mars - Arthur Dansereau (journaliste) (º 5 juillet 1844)
- 8 mai - Louis Basinet (cultivateur et homme politique)  (º 30 novembre 1846)
- 11 juin - Pamphile Le May (romancier et poète) (º 5 janvier 1837)
- 11 octobre - Paul-Émile Lamarche (homme politique) (º 21 décembre 1881)
- 18 novembre - Pierre-Évariste Leblanc (lieutenant-gouverneur du Québec) (º 10 août 1853)
- 4 décembre - James McShane (homme politique et homme d'affaires) (º 7 novembre 1833)

### Articles généraux
- Chronologie de l'histoire du Québec (1900 à 1930)
- L'année 1918 dans le monde

### Articles sur l'année 1918 au Québec
- Émeute de Québec de 1918
- Grippe de 1918